# دير القصير
قرية دير القصير هي إحدى القرى التابعة لمركز القوصية في محافظة أسيوط في جمهورية مصر العربية. حسب إحصاءات سنة 2006، بلغ إجمالي السكان في دير القصير 11436 نسمة، منهم 5625 رجل و5811 امرأة.